# Hibiscus pohlii
Hibiscus pohlii är en malvaväxtart som beskrevs av Gürke. Hibiscus pohlii ingår i Hibiskussläktet som ingår i familjen malvaväxter. Inga underarter finns listade i Catalogue of Life.